# Grand Prix Formule 1 van Mexico 2018
De Grand Prix Formule 1 van Mexico 2018 werd gehouden op 28 oktober op het Autódromo Hermanos Rodríguez. Het was de negentiende race van het kampioenschap.
De race werd gewonnen door Max Verstappen. Lewis Hamilton werd voor de vijfde keer wereldkampioen Formule 1 door in de race als vierde te eindigen. Sebastian Vettel, zijn enige overgebleven concurrent, werd tweede, maar zijn achterstand is te groot om Hamilton nog in te kunnen halen.

## Vrije trainingen

### Uitslagen
- Er wordt enkel de top-5 weergegeven.

| Vrije training 1 | Pos | No | Coureur          | Constructeur       | Tijd     |
| ---------------- | --- | -- | ---------------- | ------------------ | -------- |
| Vrije training 1 | 1   | 33 | Max Verstappen   | Red Bull-TAG Heuer | 1:16.656 |
| Vrije training 1 | 2   | 3  | Daniel Ricciardo | Red Bull-TAG Heuer | 1:17.139 |
| Vrije training 1 | 3   | 55 | Carlos Sainz jr. | Renault            | 1:17.926 |
| Vrije training 1 | 4   | 27 | Nico Hülkenberg  | Renault            | 1:18.028 |
| Vrije training 1 | 5   | 44 | Lewis Hamilton   | Mercedes           | 1:18.075 |
| Vrije training 2 | Pos | No | Coureur          | Constructeur       | Tijd     |
| Vrije training 2 | 1   | 33 | Max Verstappen   | Red Bull-TAG Heuer | 1:16.720 |
| Vrije training 2 | 2   | 3  | Daniel Ricciardo | Red Bull-TAG Heuer | 1:16.873 |
| Vrije training 2 | 3   | 55 | Carlos Sainz jr. | Renault            | 1:17.953 |
| Vrije training 2 | 4   | 5  | Sebastian Vettel | Ferrari            | 1:17.954 |
| Vrije training 2 | 5   | 27 | Nico Hülkenberg  | Renault            | 1:18.046 |
| Vrije training 3 | Pos | No | Coureur          | Constructeur       | Tijd     |
| Vrije training 3 | 1   | 33 | Max Verstappen   | Red Bull-TAG Heuer | 1:16.284 |
| Vrije training 3 | 2   | 44 | Lewis Hamilton   | Mercedes           | 1:16.538 |
| Vrije training 3 | 3   | 5  | Sebastian Vettel | Ferrari            | 1:16.566 |
| Vrije training 3 | 4   | 3  | Daniel Ricciardo | Red Bull-TAG Heuer | 1:17.028 |
| Vrije training 3 | 5   | 7  | Kimi Räikkönen   | Ferrari            | 1:17.045 |

Testcoureur in vrije training 1:
 Antonio Giovinazzi (Sauber-Ferrari) 
 Lando Norris (McLaren-Renault) 
 Nicholas Latifi (Force India-Mercedes)

## Kwalificatie
Daniel Ricciardo behaalde voor Red Bull zijn tweede poleposition van het seizoen. Hij versloeg met een klein verschil zijn teamgenoot Max Verstappen, die de race als tweede start. Mercedes-coureur Lewis Hamilton kwalificeerde zich als derde, voor Ferrari-rijder Sebastian Vettel. Hun respectievelijke teamgenoten Valtteri Bottas en Kimi Räikkönen zetten de vijfde en zesde tijd neer. De top 10 werd afgesloten door de Renault-coureurs Nico Hülkenberg en Carlos Sainz jr. en het Sauber-duo Charles Leclerc en Marcus Ericsson.
Haas-coureur Romain Grosjean kwam in de eerste ronde van de vorige race in de Verenigde Staten in aanraking met Charles Leclerc, waardoor beide coureurs uitvielen. Grosjean kreeg hiervoor een straf van drie startplaatsen voor deze race. Toro Rosso-coureur Pierre Gasly moest voorafgaand aan het raceweekend zijn motor laten vervangen. Hij overschreed hiermee het maximaal aantal toegestane motoren per seizoen, waardoor hij verplicht achteraan moet starten.

### Kwalificatie-uitslag
| Pos                 | No | Coureur           | Constructeur         | Q1       | Q2        | Q3       | Grid |
| ------------------- | -- | ----------------- | -------------------- | -------- | --------- | -------- | ---- |
| 1                   | 3  | Daniel Ricciardo  | Red Bull-TAG Heuer   | 1:15.866 | 1:15.845  | 1:14.759 | 1    |
| 2                   | 33 | Max Verstappen    | Red Bull-TAG Heuer   | 1:15.756 | 1:15.640  | 1:14.785 | 2    |
| 3                   | 44 | Lewis Hamilton    | Mercedes             | 1:15.673 | 1:15.644  | 1:14.894 | 3    |
| 4                   | 5  | Sebastian Vettel  | Ferrari              | 1:16.089 | 1:15.715  | 1:14.970 | 4    |
| 5                   | 77 | Valtteri Bottas   | Mercedes             | 1:15.580 | 1:15.923  | 1:15.160 | 5    |
| 6                   | 7  | Kimi Räikkönen    | Ferrari              | 1:16.446 | 1:15.996  | 1:15.330 | 6    |
| 7                   | 27 | Nico Hülkenberg   | Renault              | 1:16.498 | 1:16.126  | 1:15.827 | 7    |
| 8                   | 55 | Carlos Sainz jr.  | Renault              | 1:16.813 | 1:16.188  | 1:16.084 | 8    |
| 9                   | 16 | Charles Leclerc   | Sauber-Ferrari       | 1:16.862 | 1:16.320  | 1:16.189 | 9    |
| 10                  | 9  | Marcus Ericsson   | Sauber-Ferrari       | 1:16.701 | 1:16.633  | 1:16.513 | 10   |
| 11                  | 31 | Esteban Ocon      | Force India-Mercedes | 1:16.252 | 1:16.844  |          | 11   |
| 12                  | 14 | Fernando Alonso   | McLaren-Renault      | 1:16.857 | 1:16.871  |          | 12   |
| 13                  | 11 | Sergio Pérez      | Force India-Mercedes | 1:16.242 | 1:17.167  |          | 13   |
| 14                  | 28 | Brendon Hartley   | Toro Rosso-Honda     | 1:16.682 | 1:17.184  |          | 14   |
| 15                  | 10 | Pierre Gasly      | Toro Rosso-Honda     | 1:16.828 | geen tijd |          | 20   |
| 16                  | 8  | Romain Grosjean   | Haas-Ferrari         | 1:16.911 |           |          | 18   |
| 17                  | 2  | Stoffel Vandoorne | McLaren-Renault      | 1:16.966 |           |          | 15   |
| 18                  | 20 | Kevin Magnussen   | Haas-Ferrari         | 1:17.599 |           |          | 16   |
| 19                  | 18 | Lance Stroll      | Williams-Mercedes    | 1:17.689 |           |          | 17   |
| 20                  | 35 | Sergej Sirotkin   | Williams-Mercedes    | 1:17.886 |           |          | 19   |
| 107% tijd: 1:20.870 |    |                   |                      |          |           |          |      |

## Wedstrijd
De race werd gewonnen door Max Verstappen, die na de eerste bocht de leiding overnam van de van pole gestarte Ricciardo. Het was de vijfde Grand Prix-overwinning in zijn carrière.
vijfde Grand Prix-overwinning in zijn carrière. Sebastian Vettel eindigde op de tweede plaats, terwijl Kimi Räikkönen als derde eindigde. Lewis Hamilton werd vierde en stelde zo zijn vijfde wereldtitel veilig. Valtteri Bottas maakte een extra pitstop en eindigde als vijfde. Nico Hülkenberg werd zesde, voor Charles Leclerc. De top 10 werd afgesloten door Stoffel Vandoorne, Marcus Ericsson en Pierre Gasly.

### Race-uitslag
| Pos. | No. | Coureur           | Constructeur         | Rondes | Tijd/Oorzaak uitval | Grid | Punten |
| ---- | --- | ----------------- | -------------------- | ------ | ------------------- | ---- | ------ |
| 1    | 33  | Max Verstappen    | Red Bull-TAG Heuer   | 71     | 1:38:28.851         | 2    | 25     |
| 2    | 5   | Sebastian Vettel  | Ferrari              | 71     | +17.316             | 4    | 18     |
| 3    | 7   | Kimi Räikkönen    | Ferrari              | 71     | +49.914             | 6    | 15     |
| 4    | 44  | Lewis Hamilton    | Mercedes             | 71     | +1:18.738           | 3    | 12     |
| 5    | 77  | Valtteri Bottas   | Mercedes             | 70     | +1 ronde            | 5    | 10     |
| 6    | 27  | Nico Hülkenberg   | Renault              | 69     | +2 ronden           | 7    | 8      |
| 7    | 16  | Charles Leclerc   | Sauber-Ferrari       | 69     | +2 ronden           | 9    | 6      |
| 8    | 2   | Stoffel Vandoorne | McLaren-Renault      | 69     | +2 ronden           | 15   | 4      |
| 9    | 9   | Marcus Ericsson   | Sauber-Ferrari       | 69     | +2 ronden           | 10   | 2      |
| 10   | 10  | Pierre Gasly      | Toro Rosso-Honda     | 69     | +2 ronden           | 20   | 1      |
| 11   | 31  | Esteban Ocon      | Force India-Mercedes | 69     | +2 ronden           | 11   |        |
| 12   | 18  | Lance Stroll      | Williams-Mercedes    | 69     | +2 ronden           | 17   |        |
| 13   | 35  | Sergej Sirotkin   | Williams-Mercedes    | 69     | +2 ronden           | 19   |        |
| 14   | 28  | Brendon Hartley   | Toro Rosso-Honda     | 69     | +2 ronden           | 14   |        |
| 15   | 20  | Kevin Magnussen   | Haas-Ferrari         | 69     | +2 ronden           | 16   |        |
| 16   | 8   | Romain Grosjean   | Haas-Ferrari         | 68     | +3 ronden           | 18   |        |
| DNF  | 3   | Daniel Ricciardo  | Red Bull-TAG Heuer   | 61     | Motor               | 1    |        |
| DNF  | 11  | Sergio Pérez      | Force India-Mercedes | 38     | Remmen              | 13   |        |
| DNF  | 55  | Carlos Sainz jr.  | Renault              | 28     | Ophanging           | 8    |        |
| DNF  | 14  | Fernando Alonso   | McLaren-Renault      | 3      | Motor               | 12   |        |

## Tussenstanden wereldkampioenschap
Betreft tussenstanden voor het wereldkampioenschap na afloop van de race. Vetgedrukte tekst betekent dat deze is bevestigd als wereldkampioen.

### Coureurs
| Positie | No. | Rijder           | Team                 | Punten |
| ------- | --- | ---------------- | -------------------- | ------ |
| 01      | 44  | Lewis Hamilton   | Mercedes             | 358    |
| 02      | 5   | Sebastian Vettel | Ferrari              | 294    |
| 03      | 7   | Kimi Räikkönen   | Ferrari              | 236    |
| 04      | 77  | Valtteri Bottas  | Mercedes             | 227    |
| 05      | 33  | Max Verstappen   | Red Bull-TAG Heuer   | 216    |
| 06      | 3   | Daniel Ricciardo | Red Bull-TAG Heuer   | 146    |
| 07      | 27  | Nico Hülkenberg  | Renault              | 69     |
| 08      | 11  | Sergio Pérez     | Force India-Mercedes | 57     |
| 09      | 20  | Kevin Magnussen  | Haas-Ferrari         | 53     |
| 10      | 14  | Fernando Alonso  | McLaren-Renault      | 50     |

### Constructeurs
| Positie | Team                 | Punten |
| ------- | -------------------- | ------ |
| 01      | Mercedes             | 585    |
| 02      | Ferrari              | 530    |
| 03      | Red Bull-TAG Heuer   | 362    |
| 04      | Renault              | 114    |
| 05      | Haas-Ferrari         | 84     |
| 06      | McLaren-Renault      | 62     |
| 07      | Force India-Mercedes | 47     |
| 08      | Sauber-Ferrari       | 36     |
| 09      | Toro Rosso-Honda     | 33     |
| 10      | Williams-Mercedes    | 7      |